# Табора
Табо́ра (англ. Tabora) — місто в Танзанії.

## Загальні відомості
Місто Табора є адміністративним центром танзанійського регіону Табора. і розташоване в центральній частині країни, на північний захід від столиці Танзанії міста Додоми та на відстані 1140 кілометрів від узбережжя Індійського океану (від Дар-ес-Салама). Чисельність населення складає 127.880 чоловік (на 2002 рік). Великий залізничний вузол, аеропорт. Табора є одним з релігійних центрів Танзанії — тут знаходяться центри католицького архієпископства, англіканського єпископату та Західної єпархії моравських братів в Танзанії.

## Історія
Місто було засноване в 20-х роках XIX століття індійськими торговцями і в XIX столітті служило одним з великих центрів караванної торгівлі у внутрішніх районах Східної Африки. Звідси йшли каравани на Кігому, в Конго, в Буганду. З Центральної Африки вивозилися раби, слонова кістка, золото в обмін на намиста, мідний дріт, тканини.
У 1871 році населення Табори становило 5 тисяч осіб, в основному ньямвезі (на племінній території яких було місто), та араби. В 1890 році Мехмед Емін-Паша уклав в Таборі з місцевими арабськими ватажками договір, згідно з яким величезні території навколо Табори переходили під заступництво Німеччини. В 1908 році німці почали прокладати до Таборю від узбережжя Індійського океану залізницю.
У 1895 році в місті вже проживало 15 тисяч чоловік, і серед них кілька сотень арабів, індійців та суахілі. Велика частина населення була зайнята торгівлею, обслуговуванням караванів й сільським господарством. З моменту пуску на повну потужність залізничної лінії в середині 1912 року від Дар-ес-Саламу до Табори, караванна торгівля остаточно занепадає. В цей час в місті відкривають свої представництва близько 30 німецьких фірм і компаній. Під час Першої світової війни в Таборі карбуються монети Німецької Східної Африки.
У 1916 році Табора була зайнята британськими військами, а з 1920 року увійшла до складу британської колонії Танганьїка. В 1928 році була побудована нова залізнична гілка Табора — Мванза, до озера Вікторія. В 1940 році поблизу Табори було відкрито велике родовище алмазів.
У 1925 році в Таборі відкривається чоловіче Центральне урядове училище, зване також «Ітоном Танганьїки». З 1937 року в ній навчається майбутній перший президент Танзанії Джуліус Ньєрере.

## Спорт
- Ріно Рейнджерс — футбольний клуб міста Табора.
- Табора Юнайтед, інша назва Кітаюсце — інший футбольний клуб з міста